# Nicola Trudi
Nicola Trudi (Campobasso, 21 luglio 1811 – Caserta, 3 ottobre 1884) è stato un matematico italiano.

## Biografia
Principalmente conosciuto per i suoi contributi alla teoria dei determinanti, nel 1862 pubblicò uno dei primi trattati sull'argomento. Definì e studiò nuovi tipi di determinante (poi noti come determinanti di Trudi), generalizzazione dei determinanti di Vandermonde.
Professore di calcolo infinitesimale presso l'Università di Napoli, fu autore di lavori scientifici riguardanti l'analisi matematica nell'ambito della teoria delle funzioni ellittiche.
Fu socio del Reale Istituto d'Incoraggiamento di Napoli, dell'Accademia Pontaniana e dell'Accademia delle Scienze fisiche e matematiche di Napoli, della quale fu presidente in tre occasioni: nel 1869, 1877 e 1883. Abitò a Napoli nel palazzo Filangieri d'Arianello. Tra i suoi allievi vi fu Pasquale Del Pezzo.

## Opere
- Teoria de' determinanti e loro applicazioni, Napoli, 1862